# Сало (лід)

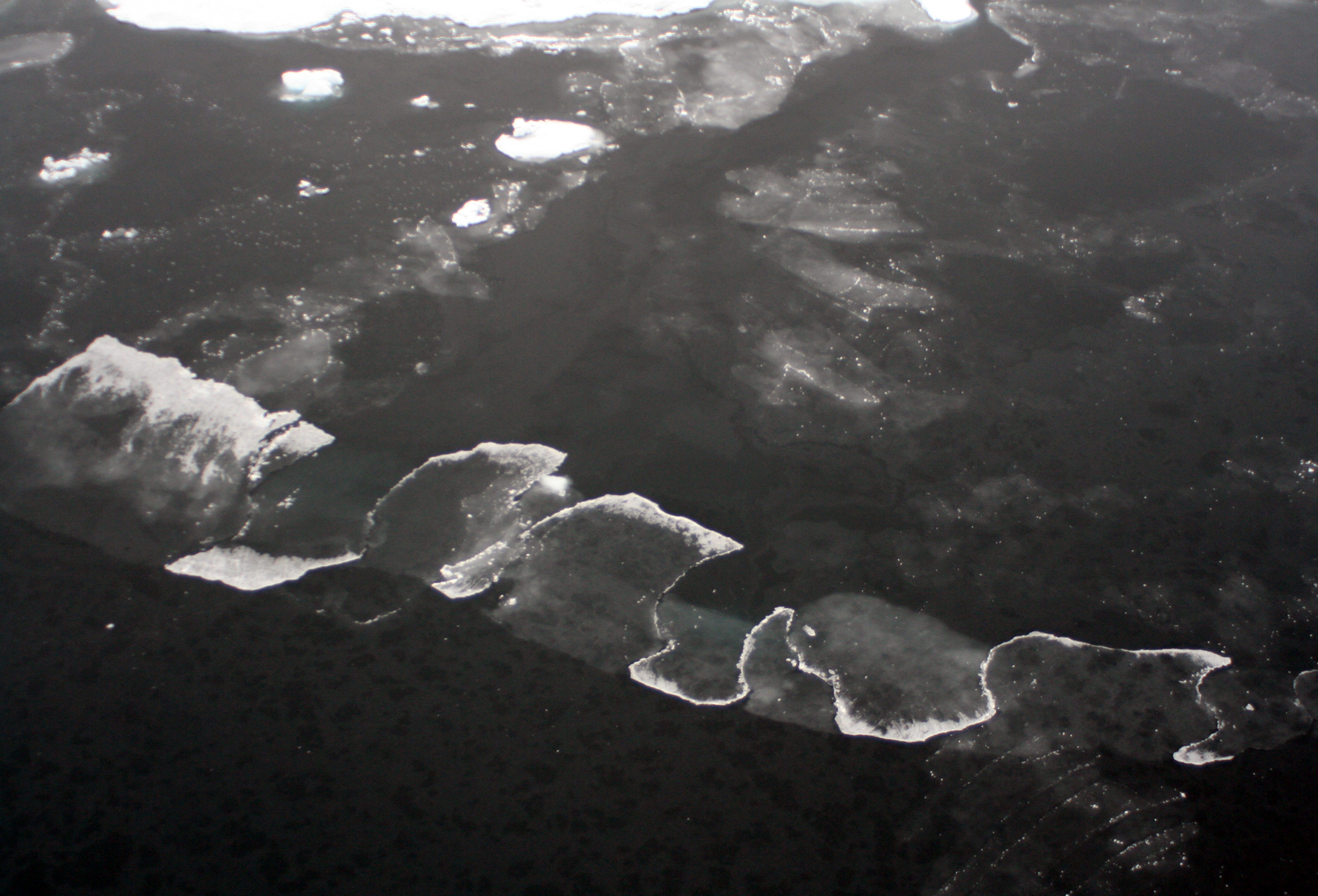
Сало на морі, яке перетворюється в нілас

Са́ло (крижане сало) — густий шар дрібних льодяних кристалів на поверхні води у вигляді плям чи тонкого суцільного шару сірувато-свинцевого кольору, що має вигляд застиглого сала. Форма морського льоду, друга стадія утворення суцільного крижаного покриву. Утворюється сало з настанням заморозків восени, рідше — після сильного похолодання весною.

## Загальний опис
Для утворення криги необхідна сильна втрата тепла водою, деяке переохолодження і присутність у воді ядер кристалізації. Ядрами кристалізації можуть служити дрібні частки мулу, сніжинки. Навколо цих ядер утворюються дрібні диски льоду. Зростаючись між собою, вони перетворюються в голки — кристали льоду, що швидко ростуть при низькій температурі повітря, переважно в горизонтальному напрямку. На спокійній воді кристали-голки можуть досягати 10 см, при хвилюванні води — від 0,5 до 2 см. Кристали накопичуються й швидко змерзаються між собою, утворюючи тонку матову поверхню — крижане сало.
Найчастіше сало починає утворюватися одночасно в багатьох місцях поверхні й утворює круглі крижинки (30—90 см діаметром). Такий лід нестійкий і хвилями його легко може розбити, але як тільки хвилювання стихає, він знову утворюється.
У спокійну погоду при низькій температурі повітря утворення більших площ льоду відбувається за кілька годин.
Коли на холодну морську поверхню випадає сніг, він просочується водою, ущільнюється й перетворюється в грузлу масу льоду — сніжницю. Сало й сніжницю вітер і течія збивають у смуги або плями пухкого, просоченого водою льоду — шугу. Коли море спокійне, сало перетворюється на суцільний тонкий еластичний шар — нілас.